# Chliaria othona
Chliaria othona är en fjärilsart som beskrevs av William Chapman Hewitson 1865. Chliaria othona ingår i släktet Chliaria och familjen juvelvingar. Inga underarter finns listade i Catalogue of Life.

## Bildgalleri

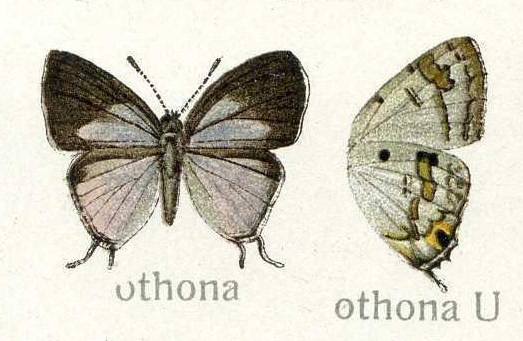
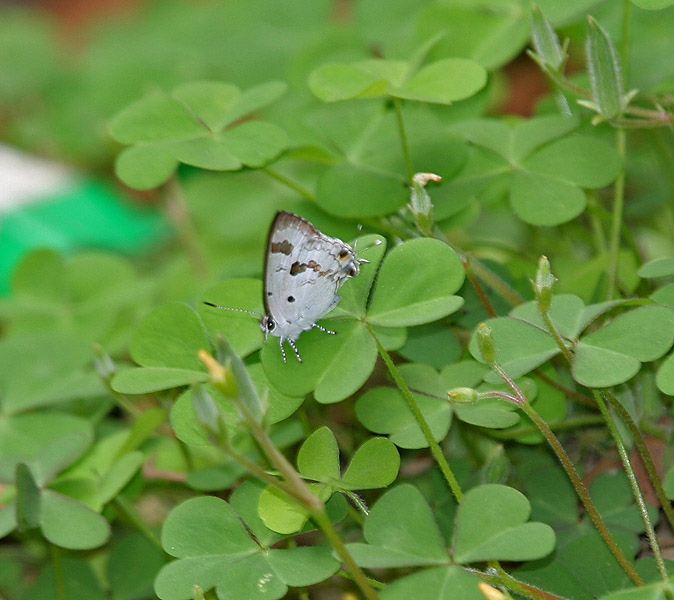